# Hermann Sauppe

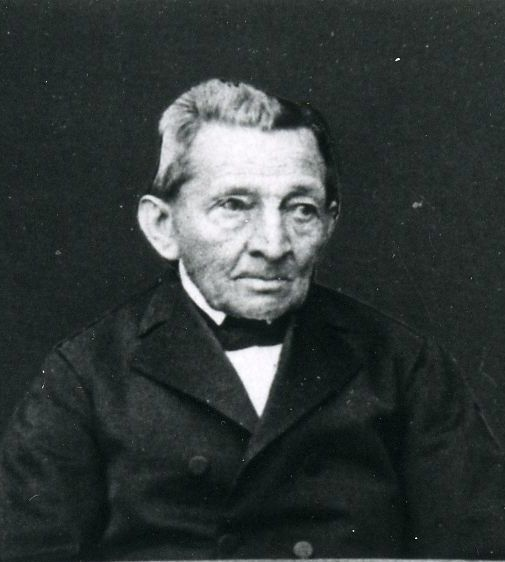
Hermann Sauppe.

Hermann Sauppe, född den 9 december 1809 i Wesenstein, nära Dresden, död den 15 september 1893 i Göttingen, var en tysk klassisk filolog, bror till Gustav Albert Sauppe.
År 1832 blev han filosofie doktor vid universitetet i Leipzig, där han var student under Gottfried Hermann, som hade stort inflytande på hans levnadsbana. Från 1833 undervisade han inom skolväsendet i Zürich, där han 1838 knöts till universitetet. År 1837 blev han utnämnd till överbibliotekarie vid kantonens bibliotek.
År 1845 fick han tjänst vid gymnasiet i Weimar, och 1856 blev han professor i historisk lingvistik vid universitetet i Göttingen. I Göttingen ansvarade han för grundandadet av det pedagogiska seminariet.
Sauppe specialiserade sig inom området epigrafik och är ihågkommen för sitt arbete med textkritik. Han var en vän av Sachphilologie, övertygad om att förståelse av språket kunde förvärvas inte endast genom analys av texter, utan också från andra discipliner som arkeologi och numismatik med flera.
Bland hans mer betydande arbeten kan nämnas Epistola critica ad Godofredum Hermannum och Oratores Attici (1838–1850). Det senare verket, som han gav ut tillsammans med Johann Georg Baiter, är en samling fragmentariska tal och traktater av attiska retorer.